# Earophila swettaria
Earophila swettaria är en fjärilsart som beskrevs av Wright 1916. Earophila swettaria ingår i släktet Earophila och familjen mätare. Inga underarter finns listade i Catalogue of Life.